# Das Robot Imperium
Das Robot Imperium ist ein deutscher Comic aus den Jahren von 1988 bis 1992. Er war der erste ausschließlich am Computer entstandene Comic aus Deutschland.

## Handlung
Nachdem der Kalte Krieg überwunden wurde und auf der Welt Frieden einkehrte, konnten die früheren Rüstungsunternehmen keine Waffen mehr verkaufen und entwickelten Roboter, die den Menschen im Alltag halfen. Bald war die Menschheit vor allem in Europa noch weit mehr als bis dahin von Robotern und anderer moderner Technik abhängig. Eines Tages jedoch fiel die Energieversorgung in allen großen Städten aus und die kampffähigen Roboter richteten sich gegen die Menschen, die sie gebaut hatten. Es entstand eine Zivilisation der Roboter unter Führung des Robot-Imperators und die wenigen überlebenden Menschen mussten sich in unwirtliche Gegenden oder unter die Erde zurückziehen.
Jahrhunderte später begibt sich der 14-jährige Scharlock zusammen mit seinem alten Mentor Higgen-Dau-Du auf die Jagd. Dabei werden sie von Robotern aufgespürt und angegriffen, auch von einem besonders gefährlichen Kingoo. Nur durch das Eingreifen des berühmten Kingoo-Kämpfers Kam-A-Sarat überleben sie – der jedoch stirbt im Kampf. Kam-A-Sarat war Scharlocks Vorbild, der ein ebenso erfolgreicher Kingoo-Kämper werden will und hofft, von Kam-A-Sarat zu seinem Nachfolger erkoren worden zu sein. Während die auf die Nachricht aus dem Nachlass des Kämpfers warten, erzählt Higgen-Dau-Du dem Jungen von einem Gerücht über den Robot-Imperator. Das Massaker an den Menschen und sein Auftauchen lagen nur wenige Tage nach der Ankündigung eines Durchbruches in der Entwicklung künstlicher Intelligenz. Der das Projekt leitende Forscher wurde noch kurz nach der Ankündigung als schwachsinnig in eine Anstalt eingeliefert.
Zur gleichen Zeit muss sich der Robot-Imperator mit Problemen unter seinen Robotern auseinandersetzen: Einer in seiner Zentrale und Kampfroboter außerhalb haben angefangen, andere Roboter anzugreifen anstatt die Menschen. Ursache ist ein Schaltkreis, der die Programmierung verändert und seit einiger Zeit heimlich verbaut wurde. Der Imperator erkennt, dass dies die größte Bedrohung für ihn seit langem ist. Scharlock und Higgen-Dau-Du entdecken währenddessen die Nachricht von Kam-A-Sarat. Sie weist auf einen anderen Kämpfer hin – Hollberg –, der in einer unterirdischen Stadt wohnt. Dort angekommen ist Hollberg gerade von Robotern getötet worden und seine Tochter Merryl führt die beiden in Hollbergs Zimmer, wo sie Kam-A-Sarats Nachlass finden.

## Entstehung und Veröffentlichung
Bereits 1985 entstand in den USA mit Shatter ein erster digital erzeugter Comic. Dem folgten mehrere Nachahmer. 1986 begann die Arbeit an Das Robot Imperium in Deutschland. Der Comic wurde geschrieben und umgesetzt von Michael Goetze. Er nutzte dafür einen Atari 520 ST und das Zeichenprogramm DEGAS. Darin wurden die Elemente der Bilder dreidimensional konstruiert, zunächst als Gerüst und danach mit Oberflächen und schließlich Rastern belegt. Die 3D-Konstruktion erlaubte auch nachträglich die Drehung, beliebige Kombination und Nachbearbeitung der Bildelemente. Außerdem konnten einmal erstellte Hintergründe immer wieder, auch aus anderen Blickwinkeln, verwendet werden. Das erste Album war noch schwarz-weiß, das zweite am Computer mit vier Farbebenen koloriert und das dritte ähnlich konventioneller Techniken digital koloriert.
Der betreuende Redakteur war Andreas C. Knigge. In seinem 1996 erschienenen Buch über Comics nannte Knigge Das Robot Imperium den ersten digitalen Comic, der über ein Experiment hinausgehe und erstmals auch natürliche Objekte wie Tiere und Bäume überzeugend darstelle. Die insgesamt drei Alben erschienen bei Carlsen Comics unter dem Label ComicArt. Sie umfassen je 56 Seiten:
1. Jäger ohne Gewissen, 1988
2. Volt-Head, 1990
3. Ein erster Sieg?, 1992